# Bernard Koné Dossongui
Bernard Koné Dossongui, né le 1er janvier 1950 à Gbon, est un homme d'affaires ivoirien présent dans la banque, l'assurance, les télécoms, l'agro-industrie, le Cacao à travers Atlantic Cocoa Corporation,. 
Il est le fondateur et PDG d'Atlantic Financial Group (AFG Holding SA).

## Biographie

### Débuts
D'après ses dires, il aurait obtenu en 1989, grâce à l'entremise du banquier Jean Guetta qui était très bien introduit en Côte d'Ivoire, un prêt de la Société financière internationale pour créer des plantations et trois usines d`extraction d'huile à essence d'agrumes. Un autre crédit bancaire lui aurait permis en 1990 d'acheter 4 boulangeries, puis de créer un réseau de 70 boulangeries par des franchises.

### Carrière politique
En 1989, il devient ministre de l'enseignement technique et de l'agriculture. Il est ensuite député mais préfère abandonner la politique pour se consacrer aux affaires.

### Développement de ses affaires
Au moment où le Crédit industriel et commercial quitte la Côte d’Ivoire, il obtient 1 % du capital, puis il rachète les parts d'autres actionnaires et constitue le groupe bancaire Banque Atlantique Côte d’Ivoire, en partenariat avec le réseau Banque populaire.
En août 2008, il rachète 50 % de la compagnie aérienne Air Ivoire.
Il est ainsi propriétaire de plusieurs affaires reprises à des multinationales. Il est présent dans la banque à travers Atlantic banque,,. En 2020, il rachète la filiale de BNP Paribas au Mali qui intéressait aussi Simon Tiemtoré.
En partenariat avec Paul Fokam, il installe une unité de transformation de cacao au Cameroun,.
En partenariat avec Auplata, il prend en 2015 une participation de 50 % dans OMCI pour l'extraction d'or en Côte d'Ivoire.
En septembre 2024, il récupère la filiale de Société Générale en Guinée, via son groupe AFG Holding.

## Articles Liés
- Paul Fokam